# Otto Perl
Otto Perl (* 19. Oktober 1882 in Wildenhain; † 17. Oktober 1951 in Wittenberg) war einer der Gründer des Selbsthilfebundes der Körperbehinderten, der nach ihm den Namenszusatz Perl-Bund erhielt.

## Leben
Perl wurde als Sohn von Gottlob Perl (Landwirt und Besitzer eines Hauses) und Rosine Perl, geb. Münch geboren.
Im Alter von 13 Jahren erkrankte Perl an einer Gelenkentzündung, die zur vollständigen Versteifung seiner Gelenke führte. Nach dem Tod seiner Mutter 1898, die ihn bis dahin gepflegt hatte, wurde Perl zunächst in das städtische „Siechenhaus“ in Halle eingewiesen. Die Jahre von 1901 bis 1908 verbrachte er dann im Kaiser-Friedrich-Siechenhaus in Wittenberg. Um die Zuschüsse für die Heimunterbringung finanzieren zu können, verkaufte sein Vater seine Landwirtschaft.
Petra Fuchs beschreibt, dass in der damaligen Zeit die in den Verwahranstalten der Armenfürsorge untergebrachten Armen und Hilfebedürftigen abseits der Gesellschaft konzentriert und nur mit dem Allernotwendigsten versorgt wurden, wobei Kinder und Jugendliche, Alte und Sterbende, Kranke, Alkohol- und Morphiumsüchtige sowie Menschen mit unterschiedlichsten Behinderungen zusammen untergebracht waren. Die Menschen die auf die Maßnahmen der Armenfürsorge angewiesen waren, blieben sich selbst überlassen. Otto Perl gelang es nach Simon aus eigener Kraft,
„sich immer wieder aus unzumutbarer und erniedrigender Umgebung zu befreien und sich Lebensumstände zu schaffen, die ihm ein seinem Zustand angemessenes menschenwürdiges Leben ermöglichen“ konnten. Perl bildete sich während seines Aufenthaltes im Kaiser-Friedrich-Siechenhaus Wittenberg autodidaktisch fort und gab sein Wissen an Kinder und Jugendliche innerhalb der Anstalten weiter:
„Durch Privatstudien und regen Gedankenaustausch mit befreundeten Lehrern hatte ich mich 1902 so weit gefördert, dass ich Unterricht von kranken Kindern, die die öffentliche Schule nicht besuchen konnten, in der Anstalt übernehmen konnte, und dies trotz meiner schweren körperlichen Behinderung.“ Von 1908 bis 1919 lebte Perl im 1894 gegründeten Vollkrüppelheim des Oberlinvereins in Nowawes (heute Potsdam-Babelsberg). Er lernte bereits 1906 anlässlich eines Vortrages seinen späteren Förderer und Freund Hermann Rassow kennen.
Der Gymnasialdirektor Rassow unterstützte Perl ideell und materiell.
Er übernahm bereits zu Beginn ihrer Bekanntschaft Perls Unterhaltskosten und andere Zahlungen und machte ihm Geschenke. Mit seiner Hilfe legte Perl im Alter von 37 Jahren 1918 mit Zustimmung des Provinzialschulkollegiums als Externer sein Abiturexamen ab. Nach einigen Kuren, war es Perl möglich, „sich mit Hilfe von zwei Krücken etwas vorwärts bewegen [zu können], wenn man ihm zum Stehen verhalf“. Drei Operationen an der Universitätsklinik in Leipzig führten zu einer Mobilisierung seines rechten Ellenbogengelenkes. Durch die finanzielle Unterstützung durch Rassow und einem Helfer der ihn begleitete, war es Perl möglich, 1922 ein Studium an der philosophischen Fakultät der Berliner Friedrich-Wilhelms-Universität aufzunehmen. Er folgte den Vorlesungen über Philosophie und Volkswirtschaft stehend an einen Pfeiler gelehnt, da er aufgrund seiner Körperbehinderung nicht sitzen konnte. Die detaillierten Studien von Gerhard Simon zum Lebensweg Otto Perls belegen, dass Perl trotz der Operationen weitestgehend nicht in der Lage war, selbst zu schreiben. Fuchs stellt deshalb fest, dass bisher noch nicht geklärt wurde, auf welche Weise er die Vielzahl seiner Veröffentlichungen verfasste. Während seines Studiums lebte Perl in einem Altersheim. Die Inflation beschränkte Rassows finanzielle Möglichkeiten und ohne dessen Unterstützung musste Perl sein Studium nach 4 Semestern abbrechen.
Er lebte noch bis 1926 im Lichtenfelder Altersheim, in dem er sich jedoch nicht wohl fühlte und zog dann erneut in das Wichernhaus in Altdorf bei Nürnberg um.
Im Alter von 44 Jahren bewohnte Perl dort sein erstes eigenes Zimmer und setzte seine Privatstudien in der verständnisvollen Umgebung, die er dort vorfand, ungestört fort. Er „las und schrieb in wenigen Monaten mehr als in den Jahren in der allgemeinen Pflegeanstalt“, berichtet Perl selbst über die Zeit in Altdorf.
Im gleichen Jahr erschien auch seine Monografie Krüppeltum und Gesellschaft im Wandel der Zeit. Außerdem widmete er sich dem Aufbau des bayerischen Landesverbandes des Selbsthilfebundes der Körperbehinderten und hielt Vorträge über fürsorgerische Probleme. Otto Perl berichtet bereits aus dieser Zeit von Bespitzelungen und Übergriffen durch Nazi-Anhänger, welche sich auch unter den Leitern der Anstalt und dem Pflegepersonal befanden.
Am 1. August 1934 wurde er auf Veranlassung des Landeshauptmannes der Provinz Sachsen gegen seinen Willen in das Pflegeheim Bethanien der Pfeifferschen Stiftung in Magdeburg-Cracau verlegt. Über sein Leben von August 1934 bis zur Zerstörung der Anstalt durch Luftangriffe Ende 1943 ist nichts bekannt. Im Januar 1944 zog Perl zu seinem Bruder nach Zschorna bei Wurzen, beantragte aber 1946 seine Wiederaufnahme in den Pfeifferschen Stiftungen in Magdeburg. Aufgrund der starken Zerstörung der Anstalt erhielt er jedoch keinen Platz. Er wurde wieder im Kaiser-Friedrich-Siechenhaus in Wittenberg aufgenommen, in dem er dann 1951 starb.

## Werk
Petra Fuchs (2001) bezeichnet den Perl-Bund (1919–1931) als ersten emanzipatorischen Versuch einer Selbsthilfebewegung in der Weimarer Republik. Otto Perl kämpfte am Beginn des 20. Jahrhunderts zusammen mit Friedrich Malikowski, Hans Förster, Irma Dresdner, Marie Gruhl und anderen Mitglieder des Selbsthilfebundes Körperbehinderter (Perl-Bund), an der Verbesserung der Lebensbedingungen für Menschen mit Körperbehinderung, vor allem jedoch für „geistig normale“ Körperbehinderte, für die er das Recht der Selbstbestimmung einforderte. Anders als beispielsweise die Vertreter der staatlichen Krüppelfürsorge, Hans Würtz und Konrad Biesalski, sah Perl den körperbehinderten Menschen nicht als minderwertige Lebensform an, sondern als förderungswürdigen Menschen, der seinen speziellen Teil zur Gemeinschaft beitragen kann. Perl sagt in diesem Zusammenhang, dass Persönlichkeitsentfaltung nur dort möglich sei,
„wo die Lebensform den Krüppel aktiv sein lässt, wo sie ihm das Bewusstsein verleiht, dass sie eine Ordnung ist, die nicht den Krüppel als Mittel, sondern als Zweck behandelt, die alle Freiheit der Höherentwicklung seines Wesens und Willens in seiner Hand lässt.“
Otto Perl tritt also dafür ein, den körperbehinderten Menschen nicht nur als „Mittel zum Zweck“, sondern als „Sinn und Zweck an sich“ zu behandeln, da jeder Mensch Meister seiner Selbst, einzigartig und unersetzbar ist. Die Einstellung Perls ist zu der der professionellen Krüppelpädagogen und Krüppelpsychologen konträr ausgerichtet. Wo Biesalski beispielsweise den Krüppel „vom Almosenempfänger zum Steuerzahler“ machen will, ihn also nur als Objekt seiner Arbeit, jedoch keinesfalls als Subjekt sieht, spricht Perl von freier Persönlichkeitsentfaltung, ohne auf ein bestimmtes zu erreichendes Ziel hinzuweisen.
Die Arbeit Perls war von ständigen Rückschlägen und großen Schwierigkeiten geprägt, da die traditionellen Fürsorger der Inneren Mission und der Krüppelfürsorge befürchteten, ihre Arbeitsgrundlage an den Perl-Bund zu verlieren. Bezeichnend dafür ist ein Schreiben, aus welchem, nach Fuchs, die Heftigkeit in der Ablehnung des Perl-Bundes ebenso spricht wie die Arroganz in der Haltung der Machtgewohnten gegenüber ihrer Klientel.
Der Leiter der Pfeifferschen Anstalten in Magdeburg-Cracau, Pfarrer D. Ulbricht, schreibt darin an den Direktor des Central-Ausschusses der Inneren Mission, Gerhard Füllkrug:
„Der Perlbund ist die Gründung von zwei Krüppeln Perl und Förster, von denen der erste Zögling des Herrn D. Hoppe in Nowawes ist, dem er alles Gute verdankt. Der andere ist Fachlehrer im Oskar-Helene-Heim zu Zehlendorf. Beide sind unklare Fantasten mit eitlem Einschlag, die gern eine Rolle spielen möchten. Nicht ohne Begabung nützen sie ihre und andere Krüppelgebrechen zu sensationellem Werben und möchten ganz Deutschland, das sie unter dem Gesichtswinkel des Krüppels betrachten, zu ihrer Domäne machen (…). Ich warte ab was aus dem Kuckucksei, das in das Nest unserer Krüppel gelegt ist, kriechen wird. Wenn nüchterne Leute mit klarem Blick im Bund die Oberhand gewinnen, kann vielleicht etwas Gutes daraus werden. […] Mir gefällt zunächst der Name „Perlbund“ nicht. Die Namensgebung ist bezeichnend und lässt erkennen, dass die Leute einstweilen fernab von allem stehen was die I.M. gern fördert.“)
Nach der Auflösung des Perl-Bundes im August 1931 wurde die Nachfolgeorganisation Reichsbund Körperbehinderter gegründet, welche jedoch keine wirkliche Gegenwehr zu den Bestrebungen der professionellen Krüppelfürsorge darstellte. Im Rahmen der Gleichschaltungsprozesse im dritten Reich verlor der Reichsbund endgültig seine Eigenständigkeit und wurde in die NS-Volkswohlfahrt eingegliedert.
Petra Fuchs stellt fest, dass der Reichsbund Körperbehinderter im „hierarchischen Gefüge des nationalsozialistischen Herrschaftssystems....eine eher unbedeutende Randerscheinung“ darstellt.
Zum besseren Verständnis der Folgen, die sich daraus ergaben, dass nun bloß noch die Professionellen die Entscheidungsgewalt über das Leben körperbehinderter Menschen besaßen, ist folgendes Zitat von Perl zu nennen:
„Auf der Tagung der Deutschen Krüppelfürsorge in Frankfurt a. M. 1937 tobte der Referent der „Reichsarbeitsgemeinschaft zu Bekämpfung des Krüppeltums“ im Hauptamt der NSV [Nationalsozialistische Volkswohlfahrt], der Nazist Dr. Eckhardt, gegen jede gemeinschaftliche Selbsthilfe der Körperbehinderten. Er fühlte sich berufen, das Erbe seiner Meister Biesalski und Würtz im Sinne nazistischer Fürsorgepolitik zu vollenden. Ihm und seinem Gesinnungsgenossen Dr. Walter, ebenfalls im Hauptamt der NSV, verdanken wir Körperbehinderte in erster Linie unsere völlige Rechtlosmachung im „Dritten Reich“, die Zerschlagung unserer wirtschaftlichen und kulturellen Bestrebungen 1933, den Raub unserer sauer ersparten Gelder durch die Nazis und die brutale Ausbeutung unserer Schicksalsgenossen in den Rüstungsbetrieben und den Büros der Nazikratie. Tausende dieser Gebrechlichen sind an Überarbeitung und Unterernährung elend zu Grunde gegangen. Deshalb ist es die höchste Zeit, dass wir Körperbehinderte uns von den „Fürsorgern“ vom Schlage des Herrn Dr. Eckhardt und Dr. Walter endgültig frei zu machen. Die Bekämpfung des Krüppeltums war für diese nazistischen Mediziner nur eine propagandistische Redensart ohne innere Wahrhaftigkeit. Ihnen lag es vielmehr daran, das Gebrechlichenelend im Deutschen Volke zu vervielfachen und an diesem reichgedeckten Tisch einen möglichst breiten Platz zu sichern.“
Allerdings bleibt kritisch zu vermerken, dass innerhalb der Gruppe der
leistungsfähigeren Körperbehinderten, die sich im Otto Perl-Bund organisiert hatten, das übliche gesellschaftliche Verhaltensmuster der Hierarchisierung und Ausgrenzung den schwächeren Schicksalsgenossen gegenüber nicht überwunden wurde. Zwar tritt Perl, wie Wilken darlegt, für eine angemessen differenzierende Förderung der leistungsfähigen Körperbehinderten ein, aber die positiven Eigenschaften dieser "wirklich bedürftigen und geistig wertvollenen Elemente" werden beständig kontrastiert vor dem negativen Hintergrund jener Körperbehinderten, die von ihm als geistig Unnormale, Idioten und Psychopathen stigmatisiert werden. In der Konsequenz redet Perl einer auch erbbiologisch auswählenden Ertüchtigungsfürsorge das Wort und verhindert durch die Bildung von stigmatisierten Subgruppen die notwendige Solidarität der Betroffenen als Gesamtgruppe.

## Schriften
- Krüppeltum und Gesellschaft im Wandel der Zeit. Mit e. Vorwort v. Dr. Hermann Rassow, Gotha 1926 (Nachdruck in: Heiden, H.-G. – Simon, G. – Wilken, U.: Otto Perl und die Entwicklung von Selbstbestimmung und Selbstkontrolle in der Körperbehinderten-Selbsthilfe-Bewegung. Eigenverlag des Bundesverbandes Selbsthilfe Körperbehinderter e.V. 74238 Krautheim/Jagst 1993). Zugriff unter:  https://bidok.library.uibk.ac.at/obvbidoa/content/titleinfo/7655101
- Bilder aus dem Kaiser-Friedrich-Siechenhaus zu Wittenberg, Wittenberg o. J.: Selbstverlag
- Die Krüppelarbeitsgemeinschaft. In: Nachrichtendienst des Bundes zur Selbsthilfe der körperlich Behinderten 2, 1921
- Fürsorge und Selbsthilfe. In: Nachrichtendienst des Bundes zur Selbsthilfe der körperlich Behinderten 2, 1921
- Die Versorgung der pflegebedürftigen Krüppel. In: Nachrichtendienst des Bundes zur Selbsthilfe der körperlich Behinderten 3, 1922
- Gebrechliche Jugend – Bewegte Jugend. (Zum 6. Bundestag). In: Nachrichtendienst des Bundes zur Selbsthilfe der körperlich Behinderten 6, 1925
- Bayern: Aus der Arbeit für die Arbeit. In: Der Körperbehinderte 2, 1932
- Kunst unter das Volk. In: Ethik 11, 1936
- Auswählende Krüppelfürsorge. In: Ethik 12, 1936